# MTV Europe Music Awards 2010
Gala MTV Europe Music Award 2010 odbyła się 7 listopada 2010 roku w hali Caja Mágica, w Madrycie. Nominacje do nagród zostały oficjalnie ogłoszone 20 września 2010 roku. Najwięcej nominacji zdobyły Lady Gaga i Katy Perry (po pięć). Eminem dostał cztery nominacje, natomiast zespoły 30 Seconds to Mars oraz Muse po trzy. Justin Bieber poprowadził galę w wersji cyfrowej. Tokio Hotel zdobyli nagrodę jako jedyny europejski artysta, poza zwycięzcami w kategoriach regionalnych.

## Nominacje

### Najlepsza piosenka
- Eminem (feat. Rihanna) – „Love the Way You Lie”
- Katy Perry (feat. Snoop Dogg) – „California Gurls”
- Lady Gaga – „Bad Romance”
- Rihanna – „Rude Boy”
- Usher (feat. will.i.am) – „OMG”

### Najlepszy teledysk
- 30 Seconds to Mars – „Kings and Queens”
- Eminem (feat. Rihanna) – „Love the Way You Lie”
- Katy Perry (feat. Snoop Dogg) – „California Gurls”
- Lady Gaga (feat. Beyoncé) – „Telephone”
- Plan B – „Prayin'”

### Wokalistka roku
- Katy Perry
- Lady Gaga
- Miley Cyrus
- Rihanna
- Shakira

### Wokalista roku
- Eminem
- Enrique Iglesias
- Justin Bieber
- Kanye West
- Usher

### Debiut roku
- B.o.B
- Jason Derülo
- Justin Bieber
- Ke$ha
- Plan B

### Najlepszy wykonawca muzyki pop
- Katy Perry
- Lady Gaga
- Miley Cyrus
- Rihanna
- Usher

### Najlepszy wykonawca rockowy
- 30 Seconds to Mars
- Kings of Leon
- Linkin Park
- Muse
- Ozzy Osbourne

### Najlepszy wykonawca alternatywny
- Arcade Fire
- Gorillaz
- Gossip
- Paramore
- Vampire Weekend

### Najlepszy wykonawca muzyki hip-hop
- Eminem
- Kanye West
- Lil Wayne
- Snoop Dogg
- T.I.

### Najlepszy występ na żywo
- Bon Jovi
- Kings of Leon
- Lady Gaga
- Linkin Park
- Muse

### Najlepszy wykonawca w serii MTV World Stage
- 30 Seconds to Mars
- Gorillaz
- Green Day
- Katy Perry
- Muse
- Tokio Hotel

### Najlepszy wykonawca w serii MTV Push
- Alexandra Burke
- B.o.B
- The Drums
- Hurts
- Jason Derülo
- Justin Bieber
- Ke$ha
- Mike Posner
- Professor Green
- Selena Gomez & the Scene

### MTV Global Icon Award
- Bon Jovi

### Free Your MindAward
- Shakira

### Najlepszy wykonawca europejski
- Afromental
- Dima Biłan
- Enrique Iglesias
- Inna
- Marco Mengoni

## Nominacje regionalne

### Najlepszy adriatycki wykonawca
- Edo Maajka
- Gramophonedzie
- Gibonni
- Leeloojamais
- Negative

### Najlepszy wykonawca arabski
- Joseph Attieh
- Mohamed Hamaki
- Khaled Selim

### Najlepszy holenderski i belgijski wykonawca
- Caro Emerald
- The Opposites
- Stromae
- The Van Jets
- Waylon

### Najlepszy czeski i słowacki wykonawca
- Aneta Langerová
- Charlie Straight
- Ewa Farna
- Marek Ztracený
- Rytmus

### Najlepszy duński wykonawca
- Alphabeat
- Burhan G
- Medina
- Rasmus Seebach
- Turboweekend

### Najlepszy fiński wykonawca
- Amorphis
- Chisu
- Fintelligens
- Jenni Vartiainen
- Stam1na

### Najlepszy francuski wykonawca
- Ben l’Oncle Soul
- David Guetta
- Phoenix
- Pony Pony Run Run
- Sexion D’Assaut

### Najlepszy niemiecki wykonawca
- Gentleman
- Jan Delay
- Sido
- Unheilig
- Xavier Naidoo

### Najlepszy grecki wykonawca
- Μelisses
- Myron Stratis
- Sakis Ruwas
- Stavento featuring Ivi Adamou
- Vegas

### Najlepszy węgierski wykonawca
- Hősök
- Kiscsillag
- The Kolin
- Nemjuci
- Neo

### Najlepszy izraelski wykonawca
- Hadag Nahash
- Infected Mushroom
- Iwri Lider
- Karolina
- Sarit Hadad

### Najlepszy włoski wykonawca
- dARI
- Malika Ayane
- Marco Mengoni
- Nina Zilli
- Sonohra

### Najlepszy norweski wykonawca
- Lars Vaular
- Casiokids
- Karpe Diem
- Susanne Sundfør
- Tommy Tee

### Najlepszy polski wykonawca
- Afromental
- Agnieszka Chylińska
- Hey
- Mrozu
- Tede

### Najlepszy portugalski wykonawca
- Deolinda
- Diabo na Cruz
- Legendary Tiger Man
- Nu Soul Family
- Orelha Negra

### Najlepszy rumuński wykonawca
- Connect-R
- Dan Bălan
- Deepcentral
- Edward Maya i Vika Jigulina
- Inna

### Najlepszy rosyjski wykonawca
- A-Studio
- Dima Biłan
- Noize MC
- Serebro
- Timati

### Najlepszy hiszpański wykonawca
- Enrique Iglesias
- Lori Meyers
- Mala Rodriguez
- Najwa
- SFDK

### Najlepszy szwedzki wykonawca
- Kent
- Lazee
- Miike Snow
- Robyn
- Swedish House Mafia

### Najlepszy ukraiński wykonawca
- Alyosha
- Antibodies
- Dio.filmy
- Kryhitka
- Max Barskih

### Najlepszy nowy brytyjski i irlandzki wykonawca
- Delphic
- Ellie Goulding
- Marina and the Diamonds
- Rox
- Tinie Tempah

### Najlepszy szwajcarski wykonawca
- Baschi
- Greis
- Lunik
- Marc Sway
- Stefanie Heinzmann

## Występujący

### Pre show
- 30 Seconds to Mars feat. Kanye West – „Hurricane”/"Power” (występ na tle bramy Puerta de Alcalá w centrum starego miasta)

### Główne show
- Shakira feat. Dizzee Rascal – „Loca”/"Waka Waka (This Time for Africa)” (występ rozpoczynający galę)
- Kings of Leon – „Radioactive”
- Katy Perry – „Firework” (występ na tle bramy Puerta de Alcalá w centrum starego miasta)
- Rihanna – „Only Girl (In the World)”
- Kid Rock – „Born Free”
- Miley Cyrus – „Who Owns My Heart”
- Linkin Park – „Waiting for the End” (występ na tle bramy Puerta de Alcalá w centrum starego miasta)
- Plan B – „She Said”
- B.o.B feat. Hayley Williams – „Airplanes”
- Kesha – „Tik Tok”
- Bon Jovi – „What Do You Got?”/"You Give Love a Bad Name”/"It’s My Life” (występ kończący galę)

## Prezenterzy
- Taylor Momsen – prezentowała nagrodę dla najlepszego nowego artysty
- DJ Pauly D i Snooki – prezentowali nagrodę dla najlepszego artysty popowego
- Johnny Knoxville – prezentował nagrodę dla najlepszego artysty alternatywnego
- Kelly Brook i David Bisbal – prezentowali nagrodę dla najlepszego wideoklipu
- Emily Osment – prezentowała nagrodę dla najlepszego artysty
- Slash – prezentował nagrodę dla najlepszego występu na żywo
- The Dudesons – prezentowali nagrodę dla najlepszego artysty hip-hopowego
- 30 Seconds to Mars – prezentowali nagrodę specjalną Free Your Mind
- Miley Cyrus – prezentowała nagrodę dla najlepszego artysty rockowego
- Dizzee Rascal – prezentował nagrodę dla najlepszej artystki
- ekipa Jackass – prezentowali nagrodę dla najlepszej piosenki